# Nikolaus von der Lippe
Nikolaus (Klaus) von der Lippe († 18. Mai 1433 in Stralsund) war von 1414 bis zu seinem Tod 1433 Bürgermeister von Stralsund.

## Wirken
Er wurde 1399 Ratsherr und 1411 Provisor des Klosters St. Jürgen am Strande. 1414 wurde er zum Bürgermeister der Hansestadt gewählt. Als solcher ließ er im Januar 1428 den Aufstand der Brauer, deren wirtschaftliche Situation durch die wegen des Sundzollkrieges der wendischen Hansestädte gegen den dänischen König Erik VII. (Erich von Pommern) gestörte Bier- und Malzexport nach Norden schwierig war, niederschlagen und sechs ihrer Anführer köpfen.
Als eine dänische Flotte im folgenden Jahr, am 5. Mai 1429, vor Stralsund auftauchte, den Hafen plünderte und verwüstete und die dort liegenden sundischen Schiffe zerstörte, nutzte er die Ankunft von sechs bewaffneten Kauffahrteischiffen aus Lübeck und Wismar an den folgenden zwei Tagen, um die Stralsunder Ratsherren und Einwohner zu einem Gegenangriff zu bewegen. Als die Dänen am 8. Mai 1429 aus dem Greifswalder Bodden durch den Strelasund nach Norden zurück segelten, überraschte sie von der Lippe bei der Insel Strale (auch Strela) und fügte ihnen im Seegefecht beim Dänholm eine vernichtende Niederlage zu. Die kleine Insel erhielt danach zur Erinnerung angeblich den Namen Dänholm. Im Dezember 1430 schloss Nikolaus von der Lippe für Stralsund einen Separatfrieden mit König Erich, fünf Jahre bevor dieser mit den anderen Hansestädten des Wendischen Viertels den Frieden von Vordingborg (1435) abschloss.

## Ehrungen
Die deutsche Kriegsmarine benannte 1942 das Räumbootbegleitschiff Von der Lippe nach ihm; es sank nach einem Bombentreffer am 17. Juni 1944 bei Boulogne im Ärmelkanal.